# Universidad Técnica Hamburgo
La Universidad Técnica Hamburgo (en alemán Technische Universität Hamburg y abreviado TU Hamburg o TUHH) es la segunda universidad más importante de la ciudad de Hamburgo tras la Universidad de Hamburgo. Está situada en el barrio de Harburgo. La universidad fue fundada en el año 1978, la investigación comenzó en 1980 y las clases académicas empezaron en el curso 1982/1983.